# 20 Years of Noise 1985 - 2005
20 Years of Noise 1985 - 2005 è una raccolta di brani del gruppo thrash metal italiano Necrodeath pubblicata il 21 maggio 2005.

## Tracce
1. Mater Tenebrarum - 4:33
2. Internal Decay - 4:25
3. Choose Your Death - 5:22
4. Metempsychosis - 3:56
5. Hate And Scorn - 3:18
6. At The Roots Of Evil - 4:00
7. Red As Blood - 4:00
8. Church's Black Book - 4:03
9. The Mark of Dr.Z - 3:28
10. Perseverance Pays - 3:36
11. Black Sabbath (Black Sabbath cover) - 4:58
12. (Necro) Thrashin' Death (Demo) - 4:51
13. Iconoclast (Demo) - 8:42
14. Mater Tenebrarum (Demo) - 5:24
15. Morbid Mayhem (Demo) - 5:27